# Volodymyr Moentjan
Volodymyr Moentjan (Oekraïens: Володимир Мунтян, Russisch: Владимир Мунтян, Roemeens: Vladimir Muntean) (Kotovsk, 14 september 1946) is een voormalig Oekraïens voetballer en trainer  van Roemeense afkomst. Als speler kwam hij uit voor de Sovjet-Unie en werd zijn naam altijd in het Russisch geschreven, Vladimir Moentjan. Buiten Oleh Blochin is hij de enige speler die zeven landstitels vergaarde in de Sovjet-competitie.

## Biografie
Moentjan speelde zijn hele carrière voor Dynamo Kiev en won er zeven landstitels en twee bekers mee. In 1969 werd hij voetballer van het jaar van de Sovjet-Unie en een jaar later ook van Oekraïne. In 1975 won hij ook de Europacup II en de UEFA Super Cup.
Hij speelde ook voor het nationale elftal en nam deel aan het EK 1968, waar ze vierde werden en het EK 1972, waar ze tweede werden. Hij speelde ook op het WK 1970.
Na zijn spelerscarrière werd hij trainer. Hij was onder andere bondscoach van Madagaskar en Guinee.